# USS LST-905
O USS LST-905 foi um navio de guerra norte-americano da classe LST que operou durante a Segunda Guerra Mundial.